# Шейхи
Шейхи – персидский художник, работавший в последней четверти XV века.
Имя Шейхи в качестве автора миниатюр фигурирует в одном единственном манускрипте – «Хамсе» поэта Низами, однако это очень примечательный манускрипт, давший ученым представление о блестящих достижениях тебризских художников в конце XV века, и его история заслуживает краткого изложения. Этот популярный в Персии сборник поэм был заказан тимуридским принцем Абул Касым Бабуром (правил в 1449-57 годах)  известному каллиграфу Азхару, но по причине смерти принца не был закончен. Через год после того, как предводитель тюркского племенного объединения Кара-Коюнлу, Джаханшах, захватил Герат, манускрипт попал к его сыну Пир Будаку. Затем он перешел к правителю другого тюркского объединения, Ак-Коюнлу, Халил Султану, который привлек каллиграфа Абд ал-Рахмана ал-Хорезми для того, чтобы закончить переписку текста, и двух художников, Шейхи и Дервиш Мухаммада, для того, чтобы его проиллюстрировать. В связи со смертью Халил Султана, последовавшей в 1478 году, манускрипт, по-прежнему незаконченный, перешел к его брату Йакубу. Но брат, также как Халил Султан, не дождался окончания работ над ним, и в 1490 году умер. В конце концов, манускрипт попал к  основателю династии сефевидов Исмаилу I (правил в 1501-1524 годах), под патронажем которого он, наконец, был завершен.
Шейхи был художником гератского происхождения. Ему приписываются наиболее живописные миниатюры рукописи, которые он создал в 1480-е годы, то есть в тот период, когда работы оплачивал туркменский султан Йакуб, поэтому миниатюры, вероятно, отражают вкусы последнего. Их стиль довольно сильно отличается от бытовавшей в то время в Герате манеры, квинтэссенцией которой были произведения Бехзада. Это можно определить по непривычно богатому пейзажу, украшающему миниатюры, и чрезвычайно насыщенной колористической гамме, совершенно иной, чем более уравновешенная палитра Бехзада и художников его круга. Искусство Шейхи было в фаворе у сефевидского шаха Исмаила I, и имело продолжение в творчестве выдающегося персидского художника Султан Мухаммеда.